# Gazel

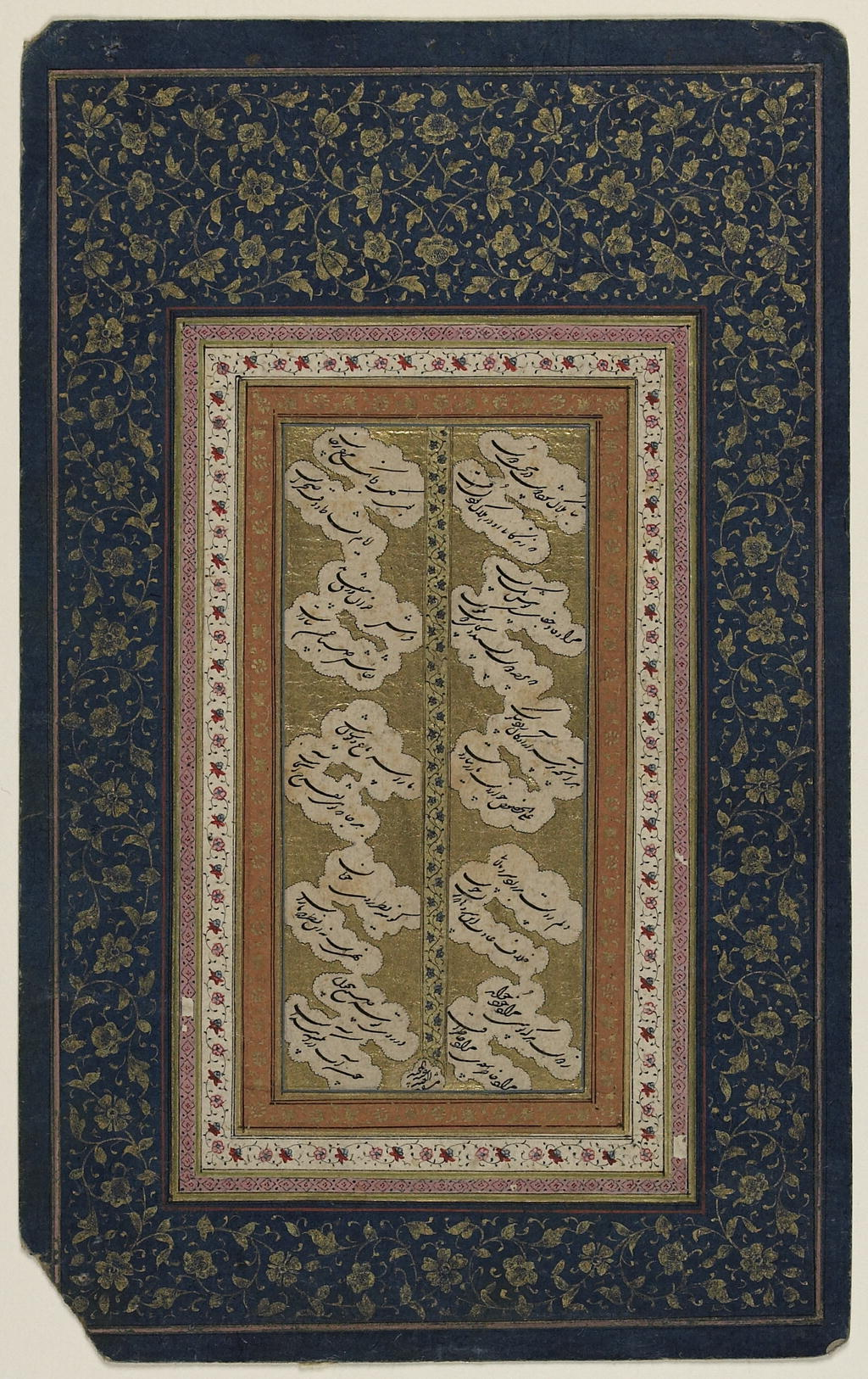
Tento kaligrafický fragment obsahuje několik lyrických veršů (tzv. gazel). Jejich autorem je Shaykh Sa'di (jeho jméno se objevuje v jednom z veršů) Mnohé z těchto veršů vyjadřují bolest z odloučení od přátele a nabádají k věrnosti.

Gazel (z arab. غَزَل (ḡazal) = lichotky) je středověká lyrická chvalozpěvná forma původem z arabské poezie. Za svou konečnou podobu a rozšíření vděčí perským básníkům, obzvláště Šejchu Sa'dímu a následně Háfízovi ze Šírázu.
Forma se obyčejně skládá z 5 až 15 dvojverší s jednotným metrem a jediným, identickým rýmem v sudých verších. Schéma postupu rýmu lze vyjádřit takto: aa ba ca da... xa. Na konci veršů může být navíc krom rýmu krátký refrén.
Forma je používána pro spojení tématu erotiky s mystikou, přestože okruh námětů bývá širší a rozmanitější (např. filozoficko-reflexivní). Háfiz ustálil zvyk, že se autor oslovuje svým básnickým jménem v některém ze závěrečných veršů, to například respektuje Goethe. Forma dovoluje svým opakováním stupňovat vášeň a zrůrazňovat základní myšlenku či ve dvojverší spojit žert s vážnou pravdou.
Sbírka gazelů může být řazena dle abecedy, nebo jednotlivě v cyklech, dívánech (např. Goethe ve své sbírce Západovýchodní díván).
V evropské literatuře se gazel etabloval v době romantismu, v německé oblastí jej užíval právě Johann Wolfgang Goethe nebo Friedrich Schlegel, Friedrich Rückert a August von Platen. Ve Francii se ho chopil Théophile Gautier. Jako kuriozita se objevil i v českém básnictví. Do češtiny gazel jako první uvedl Vincenc Furch. Po něm gazel užívali Jan Erazim Vocel, Václav Šolc, Josef Kubelka, masivně jej českému básnictví představil Jaroslav Vrchlický (hlavně ve sbírce Hudba v duši). Později se této formy chopil František Táborský a Vítězslav Nezval. V průběhu dvacátého století byla tato forma užívána stále méně. V 19. století, kdy byl gazel v české literatuře používán nejčastěji, se lze setkat s tehdejší pravopisnou variantou ghasel.

## Příklad
Václav Šolc
VIII.
Nuž bratři, vzhůru pohár zpěněný nám ku zdaru,
nechť vzplanou bujně vína plameny nám ku zdaru;
vždyť čas zde již, by zlednatělé srdce v útrobách
vzplanulo jako Etny plameny nám ku zdaru,
a severu by barvy zimomřivé zápalem
horkého pásma byly natřeny nám ku zdaru;
však v ohni rozplývá ledová srdce nenávist,
ohněm i pomník ztuhne vznešený nám ku zdaru.
A protož bratři k jihu hled, kde zraje réva nám
a s rukou vzhůru pohár zpěněný nám ku zdaru,
k přípitku pak jak gazela letí píseň má

a nese z jihu pozdrav sbratřený nám ku zdaru!
sbírka Prvosenky, oddíl Gazely